# Scarabaeus vansoni
Scarabaeus vansoni là một loài bọ cánh cứng trong họ Bọ hung (Scarabaeidae).